# Looptroop Rockers
Looptroop Rockers (tidl. blot Looptroop) er en svensk rap/hiphop-gruppe, der har udgivet fem albums og er blevet landets største hip-hop-eksport. Op gennem 1990'erne turnerede gruppen med Snoop Dogg i USA.
I forbindelse med udgivelsen af albummet Good Things i 2008 skiftede de officielt navn til Looptroop Rockers, delvist som en hyldest til det tidligere bandmedlem CosM.I.C.
I 2011 udgav gruppen, igen bestående af alle fire medlemmer, albummet Professional Dreamers
Gruppen består af Promoe (Mårten Edh), Supreme (Mathias Lundh Isén), CosM.I.C (Tommy Isacsso) og Embee (Magnus Bergkvist).

## Diskografi

### Albums
Looptroop
| År   | Album                    | Højeste placering |
| År   | Album                    | SWE               |
| ---- | ------------------------ | ----------------- |
| 1993 | Superstars               |                   |
| 1995 | Threesicksteez           |                   |
| 1996 | From the Waxcabinet      |                   |
| 1998 | Punx Not Dead            |                   |
| 2000 | Modern Day City Symphony | 43                |
| 2002 | The Struggle Continues   | 19                |
| 2005 | Fort Europa              | 5                 |

Looptroop Rockers
| År   | Album                  | Højeste placering |
| År   | Album                  | SWE               |
| ---- | ---------------------- | ----------------- |
| 2008 | Good Things            | 5                 |
| 2011 | Professional Dreamers  | 8                 |
| 2013 | Mitt hjärta är en bomb | 11                |
| 2014 | Naked Swedes           | 24                |
| 2018 | Motivation Music       | N/A               |

### EP'er
- 1996: From the Wax Cabinet EP
- 1996: Fuck A Record Deal (Looptroop/Headtag)
- 1997: Unsigned Hype
- 1998: From Beyond K-line (with Kashal Tee & Dj Erase)
- 1998: Heads or Tails EP
- 1998: Schlook From Birth
- 2000: Sedlighetsroteln

### Singler
- 2005: "Fort Europa"/"Looptroop Radio" (nåede nummer 33 på den svenske hitliste)
- 2008: "Naive" (with Timbuktu)
- 2011: "Professional Dreamers"
- 2014: "Another Love Song" b/w "Beautiful Mistake" (med remix af Lord Finesse)
- 2014: "Slippin´"b/w "We Got Guns"

12" vinyl
- 1999: "Ambush in the Night"
- 2000: "Long Arm of the Law"
- 2002; "Fly Away"
- 2002: "Looptroopland"
- 2003: "Don't Hate the Player"
- 2005: "Fort Europa"
- 2008: "The Building"
- 2014: "Another Love Song" b/w "Beautiful Mistake" (with remix by Lord Finesse)

### Soloalbums og sideprojekter
Promoe
- 1999: Off the Record (single) b/w It's Promoe/Poor Lonesome Homeboy
- 2001: Government Music
- 2004: The Long Distance Runner
- 2006: White Man's Burden
- 2007: Standard Bearer
- 2009: Kråksången
- 2009: Bondfångeri
- 2010: Never Follow [EP]

Embee
- 1998: From the Way Beyond Mixtape
- 2000: Embeetious Art EP
- 2004: Tellings From Solitaria
- 2006: Mash Hits
- 2010: The Mellow Turning Moment
- 2015: Mellan passion & mani
- 2016: Fult folk

The Casual Brothers (Embee og Cos.M.I.C)
- 2001: The Casual Brothers
- 2003: Customer's Choice